# Bay Area thrash metal

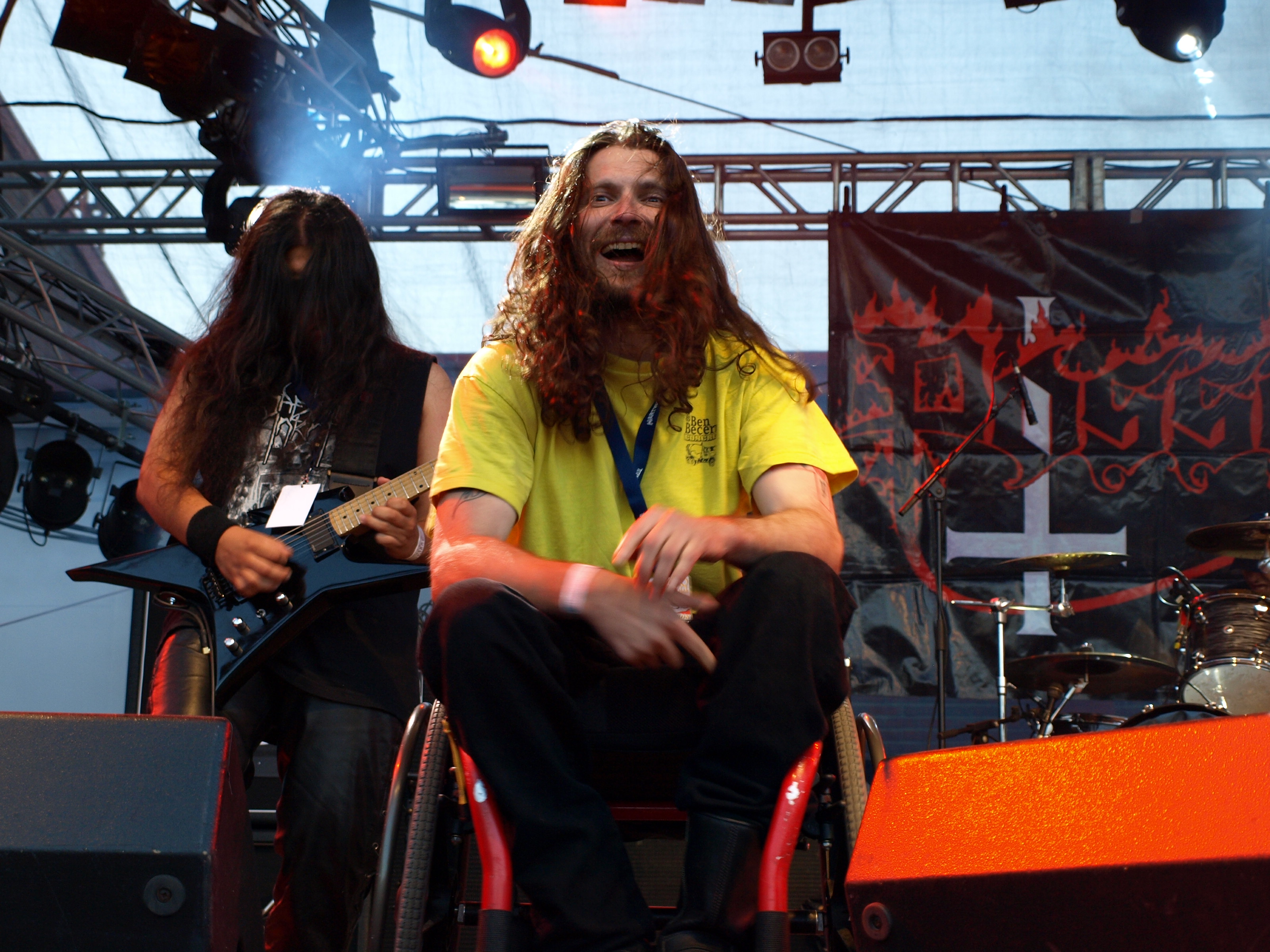
Possessed spelar på Jalometalli i Uleåborg 2008. Sångaren Jeff Becerra (i rullstol) och i bakgrunden gitarristen Ernesto Bueno.

Bay Area thrash metal är ett samlingsnamn för de många thrash metalband som bildades i området kring San Francisco under 1980-talet. Till de mest framgångsrika hör bland annat Metallica, Exodus och Testament. Även band som Slayer och Megadeth, som dock bildades i andra delar av Kalifornien, räknas ofta hit.

## Kända band
- Death Angel
- Exodus
- Forbidden
- Heathen
- Megadeth
- Metallica
- Possessed
- Slayer
- Testament
- Vio-lence